# Есенжанов, Хамза Ихсанович
Хамза Ихсанович Есенжанов (каз. Хамза Ихсанұлы Есенжанов; 25 декабря 1908, Лбищенский уезд, Уральская область, Российская империя — 5 декабря 1974, Алма-Ата, Казахская ССР, СССР) — советский казахский писатель. Лауреат Государственной премии Казахской ССР (1967).

## Биография
Родился в 1908 году на территории нынешнего Акжаикского района Западно-Казахстанской области) (согласно некоторым источникам — в селе Сарыомир Джамбейтинского уезда Уральской области). Потерял родителей в восьмилетнем возрасте (в 1916 году), воспитывался у родного дяди Каиржана Есенжанова.
После окончания школы в 1927 году поступил в Алма-Атинский зооветеринарный техникум, но в 1929 году оставил техникум и стал студентом филологического факультета Алма-Атинского педагогического института им. Абая, после окончания которого в 1934 году поступил в аспирантуру Ленинградского института литературы и искусства. В 1936—1937 годах заведовал сектором литературы Казахского филиала Академии наук СССР, одновременно преподавал историю русской литературы в КазПИ (ныне КазНПУ им. Абая). С 1937 года директор Казахской государственной филармонии, театра оперы и балета.
В студенческие годы, года Хамза учился на филологическом факультете первого в Казахстане педагогического института (1929—1933 годы), он сблизился с писателями Беимбетом Майлиным, Ильясом Жансугуровым.
В 1938 году репрессирован — осуждён по 58-й статье и приговорён к 25 годам лагерей и ссылок; отсидел 17 лет (до 1955 года) с писателями Мухамеджаном Каратаевым, Зеином Шашкиным, Утебаем Турманжановым и др., реабилитирован в 1956 году.
Скончался 5 декабря 1974 года, похоронен на Кенсайском кладбище.

## Творчество
В 1930-е опубликовал ряд стихов и рассказов. В 1934 году составил книгу для чтения для учащихся начальной школы, в 1937 году написал учебник казахской литературы для средней школы.
Перевёл на казахский язык повесть А. С. Пушкина «Дубровский» и роман И. С. Тургенева «Рудин», роман И. П. Шухова «Ненависть», также первую и четвёртую книги романа М. А. Шолохова «Тихий Дон».
В последние годы жизни написал повести «Қарт қазақ» (Старый казах), «Данасың ғой, Плутарх!» (Ты прав, Плутарх), «Өленті жағасында» (На берегу Оленты), «Жайын ілерде», «Жар», «Ажалы жоқ», «Қызыл құмақ», также рассказы, очерки, литературно-критические статьи и др.

## «Ак жайык» («Яик — светлая река»)
В 1957 году выпустил свой главный труд — первую книгу романа-трилогии «Ак жайык» («Яик — светлая река») о Гражданской войне и установлению Советской власти в Западном Казахстане. В ней были отражены социально-исторические изменения в жизни народа, а борьба за свободу и будущее показаны через судьбы реальных (Дмитриев, Айтиев, Каратаев, Белаи) и вымышленных героев (Хаким, Алибек, Адильбек и др.). Книга была издана в 1958 году на казахском и русском языках. В 1959 году вышла вторая книга, в 1965 году — третья, «Крутое время». За роман «Яик — светлая река» в 1967 году писатель был удостоен Государственной премии Казахской ССР имени Абая.
В 1963 году вышел роман «Много лет спустя» ставший логическим продолжением его трёхтомного романа «Яик — светлая река». В книге изображена жизнь казахского аула перед коллективизацией.

## Полное собрание сочинений
- т. 1. Ақ жайық: Төңкеріс үстінде («Яик — светлая река», Накануне переворота): роман. — Алматы, 2013. — 520 с.
- т. 2. Ақ жайық: Шындалу («Яик — светлая река»): роман. — Алматы, 2013. — 504 с.
- т. 3. Ақ жайық: Тар кезең («Яик — светлая река», Крутое время): роман. — Алматы, 2013. — 560 с.
- т. 4. Көп жыл өткен соң (Много лет спустя): роман. — Алматы, 2013. — 520 с.
- т. 5. Жүнісовтер трагедиясы (Трагедия Жунусовых): роман. — Алматы, 2013. — 504 с.
- т. 6. Әңгімелер мен мақалалар (Рассказы и статьи). — Алматы, 2013.
- т. 7. Публицистикалық мақалалар, пікірлер (Публицистика и мнения). — Алматы, 2013.

## Признание и память
- Награждён орденами «Знак Почёта» (03.01.1959)[3] и Трудового Красного Знамени[2][6].
- Постановлением Правительства РК от 20 декабря 2016 года № 827 коммунальное государственное учреждение «Областная библиотека для детей и юношества» переименована в «Западно-Казахстанскую областную библиотеку для детей и юношества имени Хамзы Есенжанова»[6].
- Его именем названы сквер и улица в Уральске, также в Алма-Ате и сёлах на его родине.
- На 70-летие писателя начато издание собрания избранных сочинений Есенжанова в 6 томах, закончено в 1981 году[1].
- К 100-летию со дня рождения писателя краеведами-энтузиастами Сайлау и Даметкен Сулейменовыми была издана книга «Ақжайық аңсаған азамат» (Певец светлой реки), в неё вошли ранее не опубликованные произведения автора, стихи 30-50-х годов, а также три пьесы.
- В 2013 году к 105-летию писателя в Алматы вышло полное собрание сочинений в 7 томах.
- Накануне 110-летнего юбилея писателя в ЗКО было установлено сразу три его бюста: в поселке Подстепное Теректинского района ЗКО — на розовом прямоугольном постаменте[7], в посёлке Сарыомир — на белой колонне[8] и в городе Уральске, в сквере Победы — на сером постаменте[9].

## Семья
Жена — Сания Жакияевна, сыновья Эмиль (1937—1943) и Алихан (1951 г. р.).